# Mercè Conesa González
Mercè Conesa González (Barcelonès, 14 d'abril de 1953 - Barcelonès, 3 de febrer de 2009) va ser una feminista i periodista de El Periódico de Catalunya vinculada a Barcelona i L'Hospitalet de Llobregat.

## Biografia
Va iniciar la seva carrera professional el 1975 com a corresponsal a l'Hospitalet de La Vanguardia després de llicenciar-se a la Universitat Autònoma de Bellaterra. Entre el 1979 i el 1981 va treballar a Ràdio Olot i després al diari Avui fins a la seva incorporació a El Periódico el 1982.
Com a professional de la informació, destacà per la seva integritat i la fermesa de les seves conviccions. Va saber, a més, desenvolupar la seva feina amb entusiasme, dedicació i proximitat amb les persones, a les quals mai va considerar com a meres fonts periodístiques, sinó com a éssers humans a qui devia respecte i suport.
Durant molts anys va cobrir la informació del Palau de Justícia. Aquest encàrrec li va mostrar el costat més fosc de la vida, i li desvetllaren l'esperit de servei als més desafavorits. Amb motiu de la seva mort alguns titulars dels diaris així ho van il·lustrar: «Mor Mercè Conesa, mare del periodisme compromès a BCN» (El Periódico, 3/02/2009) o també (El País, 4/02/2009) «Mercè Conesa, periodista dels que no tenen veu».
Mercè Conesa va cobrir també a Madrid els judicis del 23-F, i a Barcelona, el cas Banca Catalana. Ambdós casos van acabar de forjar-la com a especialista a desbrossar assumptes legals i van consolidar el seu prestigi com a professional insubornable.
Va implicar-se en associacions de suport a presos, a immigrants, a discapacitats i, en general, als marginats de la societat. Parlava diàriament des de la redacció amb les persones que la trucaven ja sigui per maltractaments a dones, assetjament laboral o programes de reinserció social. Va guanyar-se la confiança i el respecte de col·lectius en lluita com, per exemple, el de gais i lesbianes, que la premiaren el 1978.
Després es va dedicar als temes mediambientals, dels quals va ser pionera a la premsa barcelonina. L'últim article que va escriure el novembre del 2007, quan el càncer ja havia començat a fer estralls en la seva salut, va ser sobre «El consum d'aigua embotellada». Mai, però, va deixar del tot la informació sobre afers socials.

## Reconeixements
El 2008 va rebre el Premi Solidaritat que concedeix l'Institut Català de Drets Humans (ICDH), i el 4 de desembre del mateix any el guardó Ofici de Periodista 2008 atorgat pel Col·legi de Periodistes. També va rebre el reconeixement del Consell Municipal de Benestar Social de l’Ajuntament de Barcelona; i el Premi 1978, que atorgava per primer cop la comunitat de gais, lesbianes, transsexuals i bisexuals de Catalunya. El seu mentor va ser Arcadi Oliveres, president de Justícia i Pau, i en el seu parlament, de fet un comiat als companys, va insistir que «no es pot confondre el periodisme amb l'espectacle», reiterant la seva filosofia: «la veritable democràcia és donar la paraula a aquells que no tenen veu».